# Iglesia El Calvario (San Miguel)

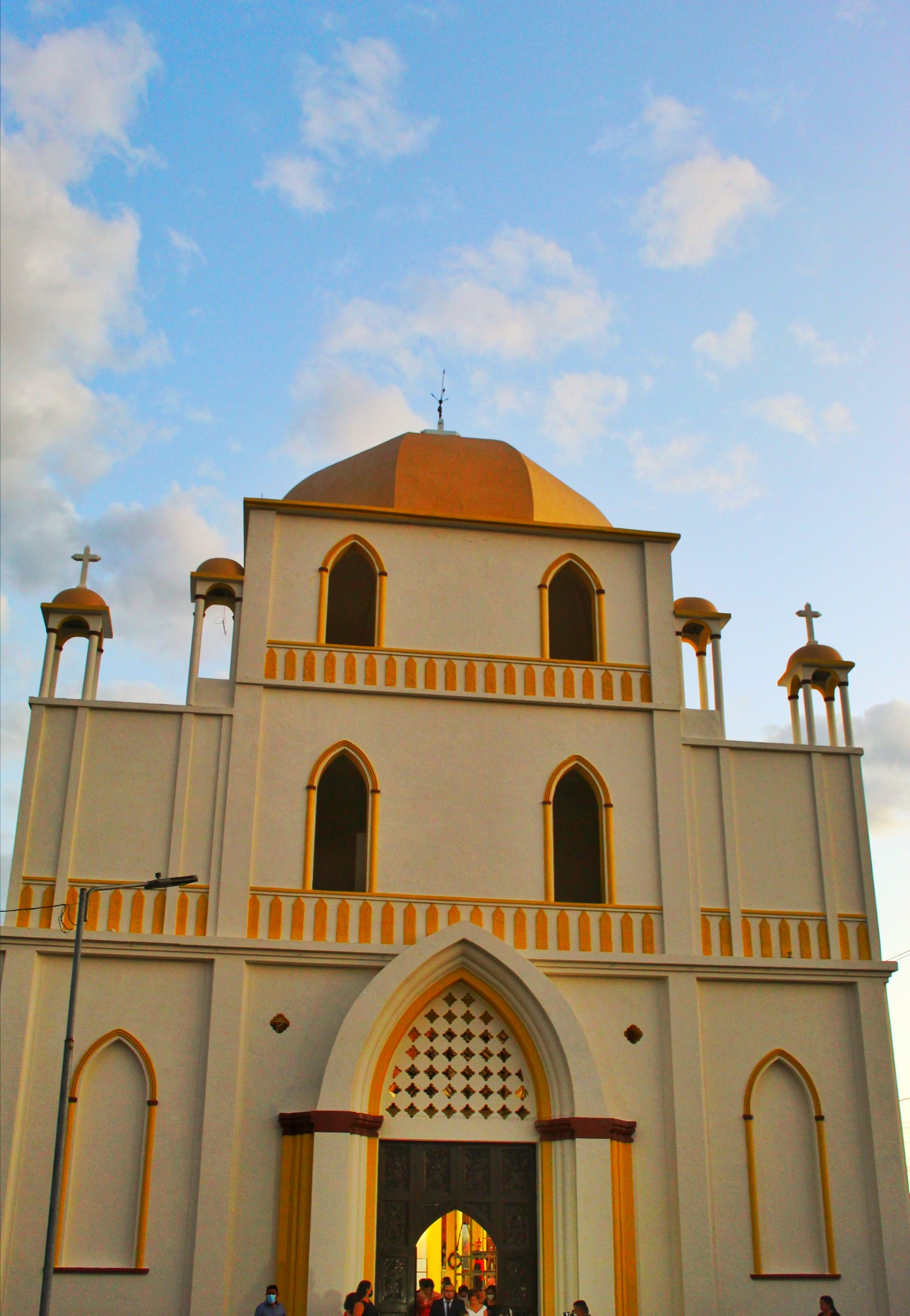
Atrio del templo

La Parroquia El Señor del Calvario, pertenece a la diócesis de San Miguel, Provincia eclesiástica de El Salvador, ubicada en el centro histórico de la ciudad de San Miguel, El Salvador, específicamente en el barrio El Calvario. Icono importante de la fe católica migueleña, por décadas el templo ha recibido a centenares de peregrinos, y ahora cuenta con más de 100 años de antigüedad.
Ha sufrido grandes daños por el paso del tiempo, teniendo que ser intervenida muchas veces. La última intervención de restauración que se registra actualmente es en el mes de julio de 2021, la cual concluyó en abril de 2022.

## Antecedentes a la fundación
Al aproximarnos a la Parroquia El Señor del Calvario, con los parámetros actuales, es decir, como la vemos hoy, un templo grande, muy bello y diversas y vivas comunidades en la fe, es necesario remontamos al año 1842 en San Miguel había una parroquia central, San Miguel Arcángel, hoy Catedral Basílica, un convento de franciscanos y una plaza y convento de la Orden de la Merced y una ermita llamada "El Calvario", esta última estaba en malas condiciones, las paredes eran muy pequeñas para la cantidad de feligreses.
El 14 de mayo de 1914 llega el primer obispo de la recién nacida Diócesis de San Miguel, Mons. Juan Antonino Dueñas y Argumedo, nacido en Ciudad Arce, Departamento de la libertad. En dos años había visitado todas las parroquias de la Diócesis, que eran aproximadamente 16 y que continuó realizando, estas últimas llamadas "visitas canónicas" , iba con su secretario  y era recibido por el párroco y el alcalde, predicaba haciendo alusión al patrono de la parroquia visitada y después se reunía con los consejos, ya sea pastoral o económico, y su secretario se encargaba de estudiar todos los archivos, registros, libros, ornamentos litúrgicos, infraestructura, etc, pero antes solicitaba un reporte del párroco, como estaban en lo espiritual, en lo material y lo moral, y luego daba orientaciones y mandatos.
Esto le permitió al obispo conocer su diócesis, primero con los informes que los párrocos le enviaban, de unas 5 o 6 páginas cada uno, lo leía y se dirigía hacia la parroquia. esto le permitió ver que necesitaba reestructurar las vicarias y crear nuevas parroquias, por ellos en el año de 1916, que ya tenía organizada la curia con 4 sacerdotes, el llamado "colegio de consultores" estos últimos eran personas de experiencia pastoral, conocimientos canónicos y de vida sacerdotal. una vez haciendo las visitas presenta la solicitud de dividir la diócesis en 7 vicarias y crear 4 nuevas parroquias, entre ellas la parroquia el señor del calvario, Nuestra Señora de la Asunción de Jiquilisco y San Pio X de Nueva Guadalupe.
Al llegar la propuesta al colegio de consultores, le hacen ver varios detalles:
Con todo respeto Monseñor exponemos: que nos parece acertada la división echa con la desmembración de algunos pueblos de las parroquias actuales a que se refieren los artículos que usted menciona. Respecto a la Parroquia El Calvario en San Miguel, dudamos mucho, ya que el cura que tenga ahí para la compra o sustentación será pobre en la parroquia:"Ademas el fin de la Iglesia, al crear una nueva parroquia, es facilitar a los fieles el cumplimiento de sus deberes religiosos, y solo se llevará en parte, pues entiendo que su iglesia parroquial se construirá en el mismo lugar que se ocupa la actual y estonces los feligreses que viven en los cantones y valles que ahí pertenecerán, no se verán favorecidos en nada, para facilitarles  el  cumplimiento de sus deberes religiosos. Como la Iglesia El Calvario, inservible por cierto, con sus diminutas dimensiones, solo vista a unas solas cuadras de la central, no llena las exigencias canónicas y la otra que ahi se construyera seria lo mismo. Quizá seria esperar un tiempo mas la creación de esta parroquia hasta que cuente o pueda llenar los requisitos canónicos de la iglesia"  (Colegio de consultores de Mons. Juan Antonio Dueñas y Argumedo - 1916)
El consejo de Consultores le aprueba muchas cosas al obispo Dueñas y le hace ver que el tiene la última palabra. La parroquia El Señor del Calvario es fruto del esfuerzo de evangelizar y de organizar la diócesis de monseñor Dueñas y para una mejor atención parroquial en ese sector.

## Fundación
En 1920, durante la visita ad limina a Roma, Monseñor Dueñas vista la ciudad de Turín, he hizo varias solicitudes a diversas congragaciones para que le apoyaran con misioneros para la diócesis, entre ellas solicitó a los Salesianos que l y le colaboraran  pastoralmente, fue así como llegó el Pbro. José Encarnación Argueta como cura párroco, el proyecto del obispo migueleños era que en la diócesis se fundara un oratorio festivo al estilo salesiano, con el carisma de San Juan Bosco, y para ello asignó a esta parroquia al padre Encarnación.
La parroquia es erigida con decreto N° 12 y acuerdos diocesanos N°21:
"Por edicto episcopal del 13 de noviembre de mil novecientos diez y seis, decretamos la canónica erección de la Parroquia El Señor del Calvario en San miguel y no faltando ninguno  de los requisitos prescritos por los sagrados canones,  en virtud de nuestras facultades ordinarias y lideradas  por el Sacrosanto Concilio de Trento, por el presente decreto,erigimos en esa ciudad la Parroquia el Señor del Calvario, cuya Iglesia parroquial es la Iglesia del mismo nombre, con facultad para los fieles de constituir de tener en ella la fuente bautismal, Campanas y demás insignias parroquiales, debiendo siempre observarse las demás prescripciones" (Decreto de fundación - 13 de noviembre de 1916)

La parroquia a partir de ahí constituye los cantones: San Andes, el Amate, El Niño, Monte Grande, El Progreso, Los Limones, El Jute, El Tecomatal, El Saso, San Antonio, Parte de Miraflores, Cantora, La Canoa, el Brazo, Puerta el Camolotal, Las lomitas, El Volcán y El Papalón.

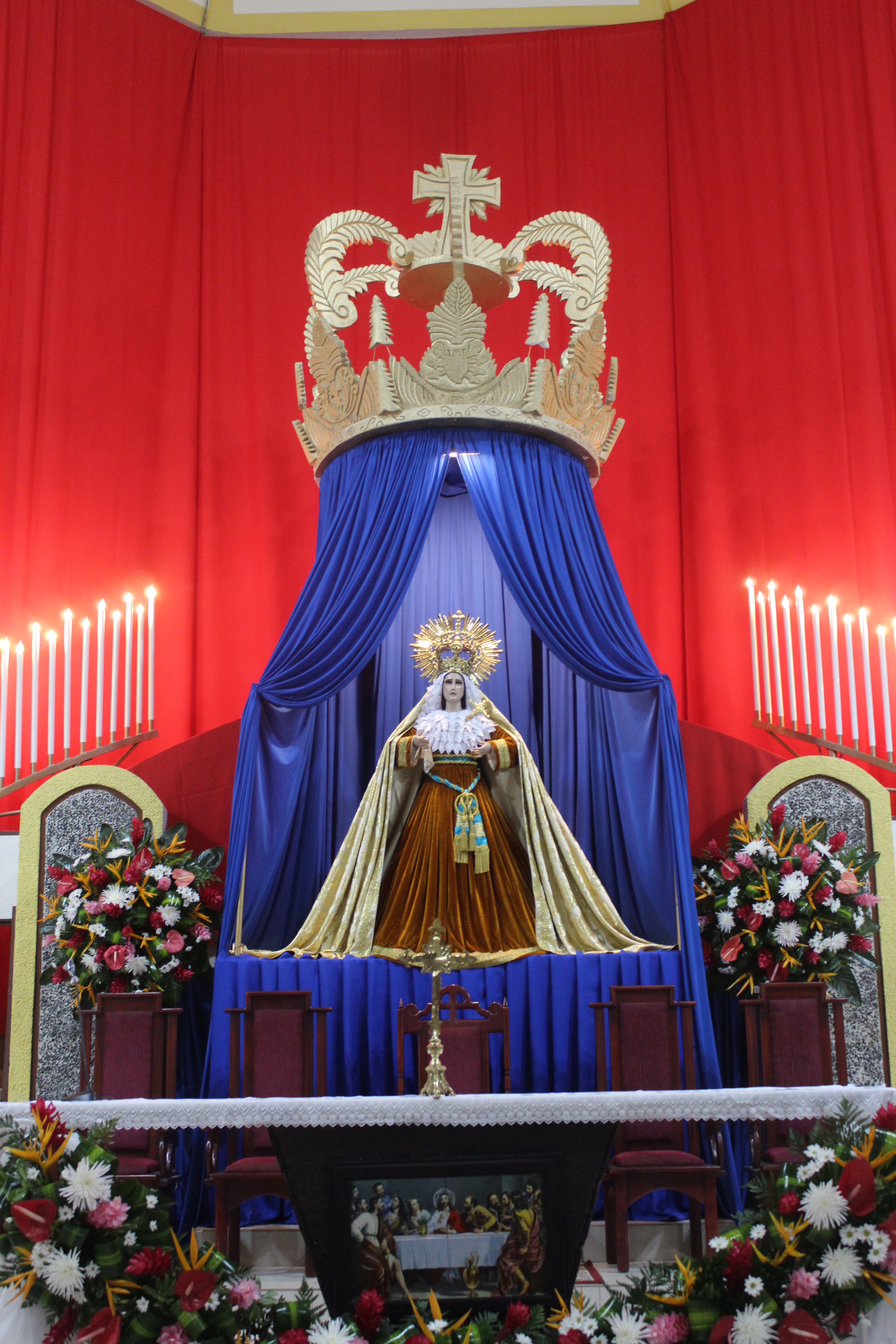
Altar de la Virgen Dolorosa

No fue sino hasta el 6 de enero de 1921 que el Sr. Obispo Dueñas y Argumedo, junto a los sacerdotes de la Curia, tomó El Santísimo Sacramento y acompañado de la Banda Regimental y algunas personalidades de San Miguel, partiendo desde Catedral se dirigieron hacia la Capilla del Señor del Calvario, para erigir la parroquia bajo el patronato de la Nuestra Señora de los Dolores a quien se le rinde culto ininterrumpido desde esa fecha.

## Construcción del templo y primeras asociaciones
Ese mismo año, 1921, el único árbol de Flor Blanca que existe en San Miguel es plantado en una esquina opuesta a la iglesia El Señor del Calvario, y fue sembrado  por las hermanas María Dolores, conocidas como las "Las Lolas", para  recordar el inicio de la construcción de la iglesia, construcción que se extendió desde ese año hasta 1952,a  partir del mandato de  Mons. Dueñas: "Es de urgente, absoluta e imprescindible la necesidad de la ampliación del templo parroquial, atenidas las diminutas y estrechas dimensiones de la actual ermita sin la decencia ni comodidades parroquiales de vida para la administración de los sacramentos y las celebraciones" 
"Mandamos construyese lo mas pronto posible en este mismo sitio la nueva iglesia parroquial de dimensiones no menores a 50 metros de largo por 30 de ancho"(Monseñor Dueñas y Argumedo, noviembre de 1922).
Aunque estaba la construcción de la Catedral Basílica, Monseñor Dueñas donó 1,000 colones de parte de la curia para que se motivara el inicio la construcción del templo y para 1930 en otra visita hace la promesa de regalar la mesa del altar, que manda construir en Italia por el taller Arillini, y pronuncia las palabras por las que ha sido recordado tanto: "Sea vuestra fe firme y duradera como este mármol y con su sentida blancura la pureza y santidad de vuestra alma"(Monseñor Dueñas y Argumedo- noviembre de 1930)
En su visita pastoral en 1939 escribe:

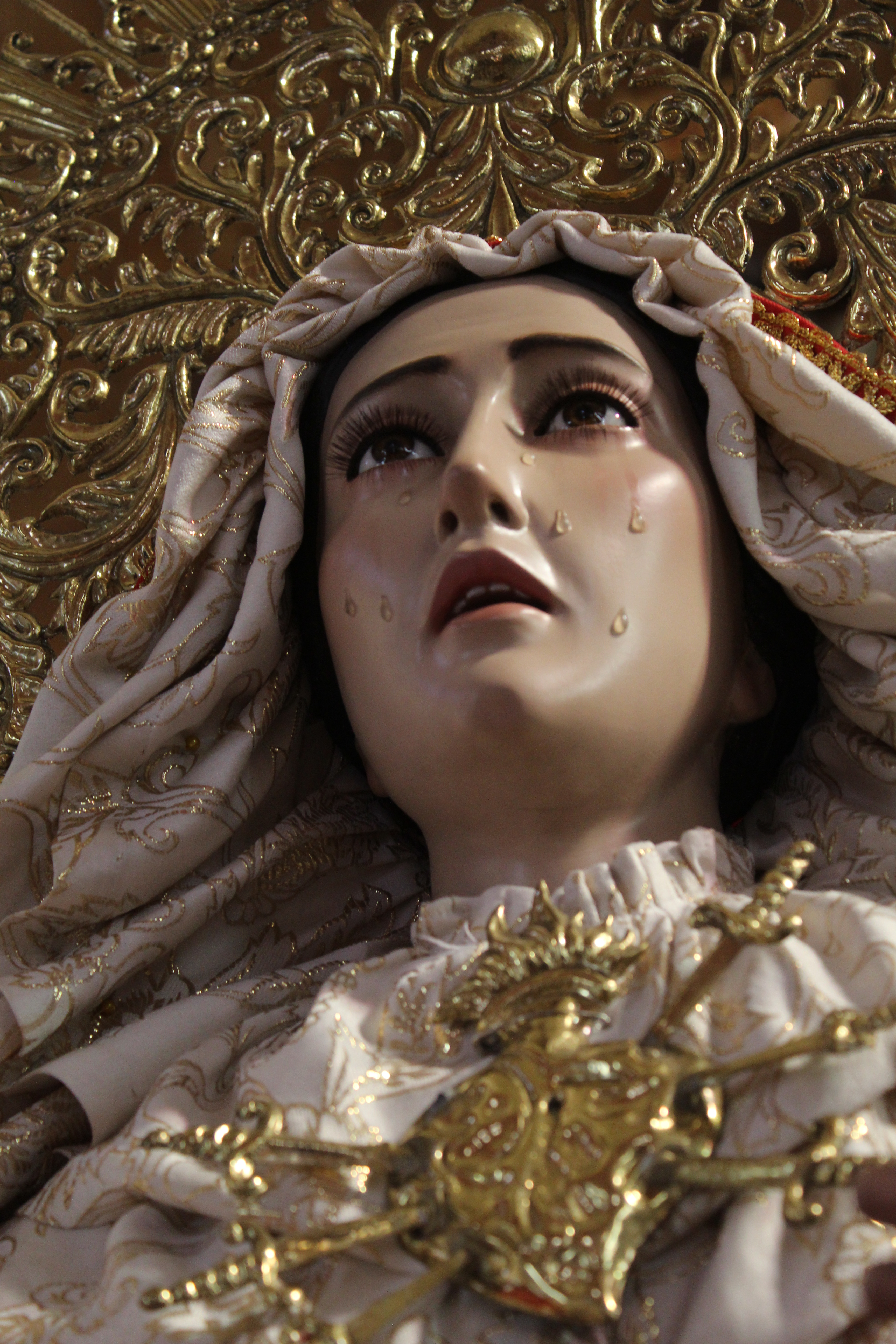
Patrona de la Parroquia

"visitamos y examinamos los trabajos de construcción de la nueva iglesia parroquial, que gracias a Dios van avanzando con serenidad y perfección en sistema combinado de cemento armable" (Monseñor Dueñas y Argumedo- noviembre de 1939)
Y Mons. pide en su libro de visitas ánimo para la construcción del templo, aproximadamente en el año 1927 - 1928 la administración de la parroquia estuvo a cargo del recordado Padre Basilio Plantier, que oficialmente toma posesión en el año 1932, y el padre José María Dueñas sucesor de la parroquia, impulsó la construcción del templo e incentivó vida pastoral, haciendo uso de su creatividad y juventud sacerdotal. Así dio inicio el oratorio festivo, fundación de la asociación de las guardias de honor al Santísimo Sacramento, el Apostolado de la Oración del Sagrado Corazón de Jesús, las Hijas de María, La Hermandad de Nuestra Señora del Carmen y del escapulario, y las adoraciones reparadoras del Santísimo Sacramento; en 40 horas durante los 3 días de carnaval, 3 días antes del miércoles de ceniza.
El templo contaba ya en el año 1957 con sus actuales puertas de madera y concibió un estilo bizantino formado en su interior por 1 nave central y 2 laterales, un domo y altares de granito y mármol, al igual que la mesa del altar un mesalina coro y 14 pilares robustos que sostienen el techo decorado por cielo falso de madera de caoba y una diversa cantidad de imaginaria traída de España.
su exterior cuenta con una torre de 2 niveles, en los cuales puede apreciar una fantástica vista de toda la ciudad desde los 4 puntos cardinales, en la última torre se encuentran 3 campanas que fueron donadas por el agricultor Francisco Reyes a petición de su madre Juana Reyes Ayala, en gratitud celestial. Las campanas tuvieron un costo de 4 mil colones (cada una) y fueron compradas a la empresa holandesa Pettt & Frittsen Aarle Rixte.
Las campanas de bronce, fueron compradas el 15 de septiembre de 1971, en honor a la fecha de nacimiento de la señora Juana Reyes de Ayala, madre del donante. Dicha fecha se encuentra en alto relieve en las campanas, las cuales fueron restauradas recientemente.

## Virgen dolorosa y las "lolas"
La Parroquia celebra sus fiestas en honor a la Virgen de Los Dolores, una preciosa imagen que denota por su belleza, peculiar en el país, imagen de carácter andaluz con una expresión de su boca abierta, como expresión de Dolor expirando por el dolor de haber perdido su hijo. Se desconoce el lugar preciso de su llegada y la fecha de su llegada al igual que la imagen del Señor del Calvario, esta última que data del siglo XVIII aproximadamente y se presume que pudo provenir de la ciudad de Guatemala.
La devoción a esta advocación mariana se empezó a impulsar gracias a las hermanas Dolores Campos, Dolores Solís y Dolores Castillo, llamadas cariñosamente por el pueblo como "las lolas". estas se dedicaron de lleno a colaborar a la parroquia en todo sentido y atención particular a la imagen de la Virgen María en su advocación de Dolores.
La imagen de la virgen Dolorosa salía en procesión con el Cristo Nazareno de la Parroquia San Francisco y San Juan de la parroquia El Calvario en antaño, en los Viernes de Dolores de todos los años; en 2011 fue la última vez que la imagen fue venerada.  

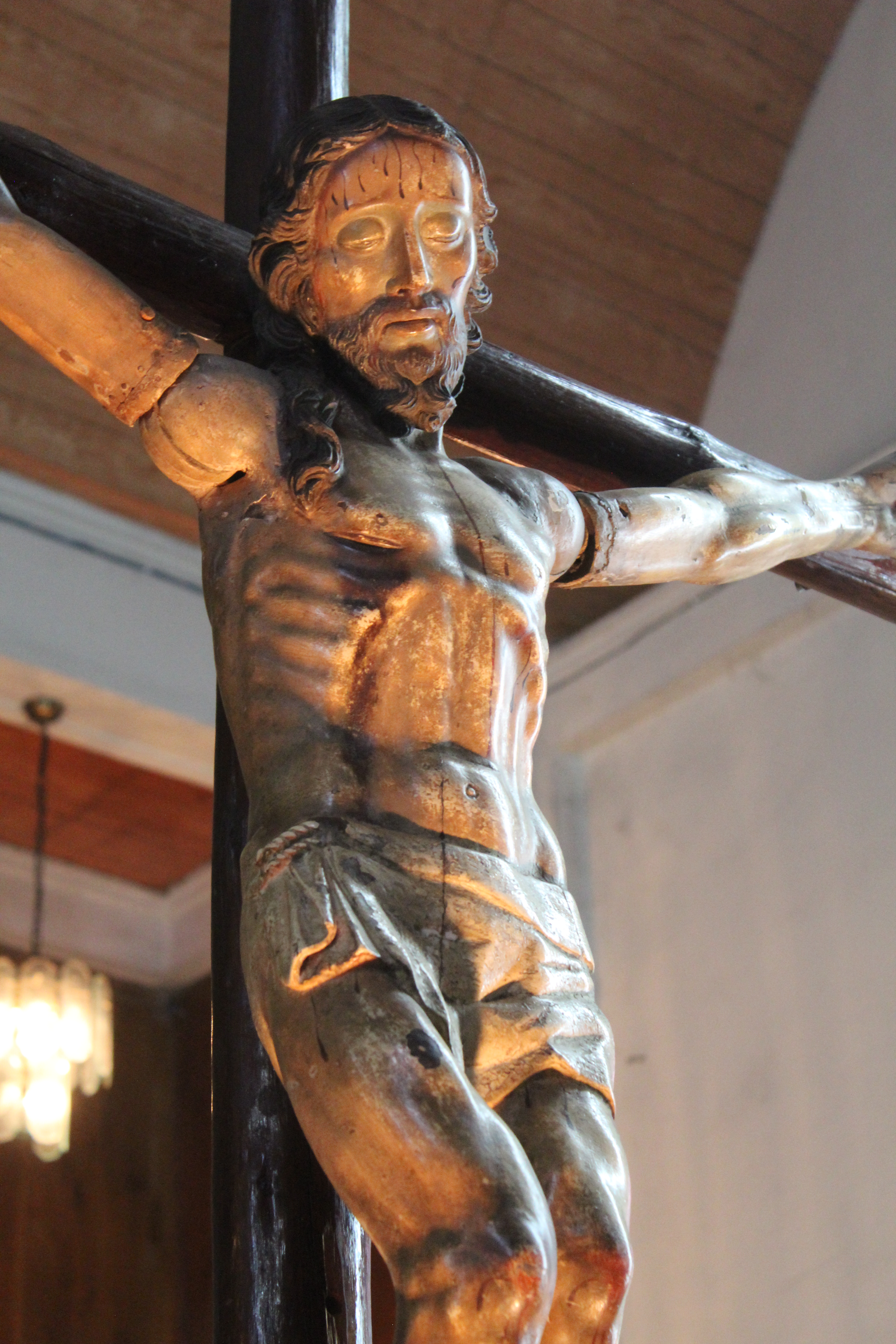
Imagen antiquísima del Señor del Calvario

Si quiere visitar esta majestuosa iglesia puede encontrarla en el centro de la ciudad de San Miguel, El Salvador, en el barrio El Calvario, a 4 cuadras de la Catedral Basílica de San Miguel, y no se pierda de visitarla, contemplarla y admirar su belleza arquitectónica.
- Datos: Q112080958
- Multimedia: Iglesia El Calvario (San Miguel, El Salvador) / Q112080958